# Тіт Авідій Квієт
Тіт Авідій Квієт (лат. Titus Avidius Quietus; близько 41/43 — бл. 107) — державний і військовий діяч часів Римської імперії, консул-суффект 93 року.

## Життєпис
Походив з роду Авідіїв із Фавенції. Син Гая Авідія Нігріна. Здобув гарну освіту. Замолоду стає другом філософа і політика Публія Клодія Фразеї Пета. Розпочав службу у війську, потім успішно пройшов більшість щаблів кар'єри.
У 82 році був імператорським легатом-пропретором Фракії. Опікувався ветеранами VIII Августова легіону, яких поселено у колонії Деульт.
У 91-92 роках як проконсул керував провінцією Ахайя. Тоді затоваришував з Плутархом. У 93 році під час знищення очільників опозиції імператору Доміціану, серед яких особливо багато було стоїків — друзів Квієта. Доміціан зберіг йому життя та статус сенатора.
У 97 році після загибелі Доміціана в сенаті підтримав позови Плінія Молодшого проти донощиків часів Доміціана. Незабаром після цього його призначено імператорським легатом-пропретором провінції Британія. Керував до 101 року. Після повернення до Риму відійшов від справ. Помер у 105 або 106 році.

## Родина
- Тіт Авідій Квієт, консул 111 року